# 山本郡 (福岡縣)
山本郡（日语：／ Yamamoto gun */?）是過去位于日本福岡縣南部的郡，已於1896年2月26日與御井郡、御原郡合併為三井郡。
當時管轄的大部分町村現已被合併為久留米市。

## 歷史

### 年表
過去在令制國時代屬於筑後國，12世紀後曾為草野氏所控制，直到16世紀豐臣秀吉完成九州征伐後，17世紀江戶時代後，最初為柳河藩田中氏的領地，但在1620年田中氏無子嗣斷絕後，被劃入新設立的久留米藩，由攝津有馬氏統治直到19世紀末江戶時代結束。
明治維新後，在1871年實施廢藩置縣，改隸屬久留米縣，不過在同年底進行的第一次府縣整併中被整併至三瀦縣，1876年的第二次府縣整併後再被併入福岡縣。
1878年福岡縣實施郡區町村編製法時，正式設置近代的行政區劃「山本郡」，並在御井郡久留米（位於現在的久留米市）設置「御井御原山本郡役所」，同時負責管理御井郡、御原郡、山本郡三郡。

### 沿革
- 1889年4月1日：實施町村制，山本郡下設：草野村、山本村、大橋村（日语：大橋村 (福岡県)）、善導寺村（日语：善導寺町）。
- 1894年7月21日：草野村改制為草野町。
- 1896年2月26日：與御井郡、御原郡合併為三井郡。[1]